# Новоднепровка (Запорожский район)
Новоднепровка (укр. Новодніпровка) — село,
Веселовский сельский совет,
Запорожский район,
Запорожская область,
Украина.
Код КОАТУУ — 2322181304. Население по переписи 2001 года составляло 29 человек.

## Географическое положение
Село Новоднепровка находится на расстоянии в 1 км от села Весёлый Яр (Томаковский район) и в 1,5 км от села Нововознесенка.
По селу протекает пересыхающий ручей с запрудой.

## История
- 1928 год — дата основания.